# Frieda Rutgers van der Loeff-Mielziner
Frieda Rutgers van der Loeff-Mielziner (geboren 22. Mai 1877 in Braunschweig; gestorben 21. November 1948 in Alkmaar, Niederlande), geborene Mielziner, verwitwete Rulf, war eine deutsch-niederländische Kunstmalerin jüdischen Glaubens.

## Leben
Frieda Mielziner war ältestes von fünf Kindern des in Aalborg, Dänemark geborenen Kaufmanns und Insolvenzverwalters Benny Mielziner (1853–1926) und dessen in Kurtatsch, Südtirol geborener christlichen Ehefrau Marie Therese, geb. Widmann (1853–1940). Ihre Eltern waren 1876 nach Braunschweig gezogen. Frieda hatte vier Geschwister: Bruno (1882–1937), Emilie (1884–1957), Georg (1886–1952) und Otto (1888).
Nachdem Frieda Mielziner wegen ihres nonkonformistischen Verhaltens von der höheren Töchterschule verwiesen worden war, erlangte sie ihren Schulabschluss an einer Braunschweiger Privatschule und ging anschließend nach Kopenhagen, um Malerei zu studieren. Nach Ende ihres Studiums kehrte sie nach Braunschweig zurück und heiratete 1902 den Ingenieur Ari Rulf, einen Verwandten des Landesrabbiners des Herzogtums Braunschweig Gutmann Rülf. Anschließend zog das Ehepaar nach Brüssel, wo die drei Kinder Germaine (im KZ Auschwitz ermordet), René (nach dem Zweiten Weltkrieg Ingenieur in den Niederlanden) und die im Alter von fünf Jahren an Diphtherie gestorbene älteste Tochter geboren wurden. Ari Rulf betrieb zusammen mit seinem Bruder Raphael ein Unternehmen in der belgischen Hauptstadt. 1909 heiratete Raphael Rulf Friedas Schwester Emilie.
Nach Beginn des Ersten Weltkrieges wurde die Familie von der belgischen Regierung als „feindliche Ausländer“ in die neutralen Niederlande abgeschoben. Der in Brüssel gebliebene Ehemann starb 1917 aus unbekannten Gründen durch Suizid. Witwe und Kinder lebten zu dieser Zeit in Schoondijke in der Provinz Zeeland, wo Frieda Rulf den Lebensunterhalt für sich und ihre Kinder mit Malerei, vor allem Porträts, und mit dem Erteilen von Malunterricht bestritt.
1918 heiratete sie den niederländischen Offizier Manta Rutgers van der Loeff, der Garnisonskommandant in Middelburg war. Mit den beiden Kindern und ihrem zweiten Ehemann lebte sie dort bis 1930. Nachdem Rutgers van der Loeff zum Major befördert worden war, zog die Familie nach Venlo, wo er wiederum Garnisonskommandant war. 1938 wurde ihr Ehemann in den Ruhestand versetzt, aber 1939 wieder reaktiviert. Seine neue Dienststelle war der Flugplatz bei Bergen in der Nähe von Alkmaar, wo die Familie hinzog. Nach der Besetzung der Niederlande durch deutsche Truppen 1940 lebte sie zusammen mit ihrem Mann bis Kriegsende zurückgezogen auf einem Bauernhof nahe der Ortschaft Joure in der Provinz Friesland.
1926 war Friedas Vater Benny Mielziner in Braunschweig gestorben. 1938 zog ihre Mutter Marie Therese Mielziner zu ihr nach Bergen, wo sie 1940 im Alter von 87 Jahren starb.
Frieda Rutgers van der Loeff-Mielziner musste sich 1941 einer Krebsoperation unterziehen und war danach gesundheitlich angeschlagen. Anfang 1948 folgte eine weitere Operation, Ende November 1948 starb sie im Alter von 71 Jahren. Ihr zweiter Ehemann starb 1971.

## Werk
Während ihrer Zeit in Venlo, Mitte der 1930er Jahre, hatte Frieda Rutgers van der Loeff-Mielziner dort Ausstellungen für junge Künstler organisiert. 1936 fand ihr zu Ehren eine Werkschau in Den Haag statt, 1939 gefolgt von einer großen Landesausstellung im Rijksmuseum Amsterdam.
Nach der Befreiung der Niederlande von der deutschen Besatzung kehrten die Eheleute wieder nach Bergen zurück. Frieda Rutgers van der Loeff-Mielziner gehörte der Bergener Schule an und wurde Leiterin des KunstenaarsCentrumBergen (Künstlerzentrum Bergen), in dem sie sich um die Ausbildung junger Künstler bemühte. Ihr besonderes Interesse galt Porträts von Fischern aus Volendam und Bauern aus Seeland.
Unter ihrem zweiten Ehenamen ist Frieda Rutgers van der Loeff vor allem heute noch in den Niederlanden bekannt. Zeit ihres Lebens konnte sie sich nur schwer von ihren Werken trennen. Sie verkaufte fast ausschließlich Auftragsarbeiten, privat gemalte Werke so gut wie gar nicht. Erst nach ihrem Tod wurden viele ihrer Gemälde, v. a. in den Niederlanden versteigert.